# Hacker etika (könyv)
A Hacker etika c. könyv a hacker jelenséget, az általuk képviselt életfelfogást, munkastílust, értékrendet mutatja be. Az egész leírás egy érdekes párhuzamon nyugszik, hiszen Max Weber The Protestant Ethic and the Spirit of Capitalism című művében megtett megállapításokat használja referenciapontként, és egyrészt leírja, hogy korunkban hogy valósulnak meg a protestáns etika tanításai, másrészt felhívja a figyelmet, hogy miben tér el a hackerek világa ehhez képest.
Himanen hackernek nevezi azokat – szemben a köznapi nyelvben használt hackerekkel, akik egyébként valójában crackerek, vagyis olyan személyek, akik csak romboló hatással cselekednek, és akik tulajdonképpen számítógépes bűnözők –, akiknek a számítógép önmagában véve is szórakozás. Ők azok, akik azért programoznak – növelve a közjót -, mert ez boldoggá teszi őket, és nem találják fárasztó munkának, sőt kifejezetten élvezik. A hackerek számára közel sem a túlélés jelenti a legfőbb célt. Számukra sokkal nagyobb élvezetet nyújt a számítógépen történő ’babrálás’. Nem a számítógép nyújtotta lehetőségek – e-mail, fényképek, internet stb. – a legfontosabb számukra, hanem a használat nyújtotta öröm jelenti a szórakozást. Számukra a legmagasabb motivációt az jelenti, hogy érdekes dolgokat hozhatnak létre (programozás), ezt megoszthatják egymással és másokkal, ami által még szociális életüket is izgalmasabbá teszik. Kötelességüknek érzik, hogy megosszák programozói tudásukat és tapasztalatukat másokkal, ingyenesen elérhető szoftverek készítése által.

## Emberi motivációk
Torvald Linus törvénye 3 alapvető kategóriába sorolja az emberi motivációkat: túlélés, társadalmi élet, szórakozás. A túlélés minden élőlény számára alapvető és egyértelmű cél. A társadalomban élés is alapvető igény, hiszen társas lényekről van szó. Linus szórakozás alatt nem kizárólag a játékot érti, hanem annál sokkal tágabban értelmezi a fogalmat. A szórakozás olyan dolog, ami nagyon érdekes számunkra, és folytonos kihívást jelent, de mindamellett hogy élvezetet nyújt, értelmet is ad a létnek. A szórakozás elengedhetetlen ahhoz, hogy ne őrüljünk meg az unalomtól.
A pénz csak addig a pontig jelenthet motivációt, amíg meg tudjuk belőle vásárolni a számunkra alapvető dolgokat (fontos megjegyezni, hogy ezek egyénenként igen eltérőek). Túlélést vásárolhatunk, de társas kapcsolatokat már nem.

### Hackerek és Linus törvénye
Ha az előbb felsorolt kategóriák szerint vizsgáljuk a hackert, megállapíthatjuk, hogy számára a számítógép mindegyiket lefedi. Általa az internetes közösség része lesz, a számítógép használata pedig maga a szórakozás. A túlélés kérdése azoknál az embereknél, akik számítógéppel rendelkeznek, nem is igazán merülhet fel.

#### A munka etikája
A hackerek munkaetikája
A protestáns munkaetika szerint a munka egy kötelesség, nem megkérdőjelezhető az elvégzése, és a lehető legjobban kell elvégezni. Weber itt példaként említi a bencés szerzeteseket, akikre pusztán rábízzák a feladatot, de nem kérdezik meg őket, hogy azt akarják-e csinálni vagy mást esetleg.
Weber a kapitalizmusról megállapítja, hogy habár létrejötte a protestáns munka etikának köszönhető, egy idő után elszakadt magától a vallástól, és önálló rendszerré vált, mely saját szabályain keresztül működik.
Így lehet, hogy habár a vallás jelentősége lecsökkent, a protestáns etika munka szemlélete továbbra is él a társadalomban, sőt a hálózatos társadalomban talán még fontosabbá is vált. Ennek az az oka, hogy minél többet dolgozik valaki, annál jobban ki tud emelkedni adott társadalmi helyzetéből.
Az élet célja
A protestáns etikát és a hacker etika alapvetően eltérő választ ad erre a kérdésre. Az előbbiben az élet központi eleme a munka, és a Mennyország az a hely, ahol végre nem kell dolgozni, csakúgy, mint a földi életben vasárnaponként (Isten hat nap alatt teremtette a Földet, majd a hetedik napon megpihent). A kereszténység válasza tehát arra a fontos kérdésre, hogy mi az élet értelme, csupán annyi, hogy a vasárnapok. Erre utal az is, hogy aki ebben az életben nem viselkedik helyesen, azt a következő életében is munkára fogják ítélni, ami viszont sokkal rosszabb lesz, mint az valaha is volt a földi élete során. A munka tehát büntetésként jelenik meg.
Ezzel szemben a hacker etika szerint a munka élvezetet jelent, tehát az közelebb áll a szombathoz, mint a péntekhez. Az itt leírt élvezet fogalom, igen közel áll a Linus által szórakozásnak nevezett kategóriához. A hackerek már-már szenvedéllyel végzik munkájukat, amiben pedig örömüket lelik.
Idő és pénz kapcsolata
Alapvető különbség a protestáns etikával összehasonlítva a hacker viszonya az idővel. Mivel számukra sokkal inkább szórakozás, mint sem munka a tevékenységük, azt általában a szabadidejükben végzik.
Benjamint Franklint idézve „az idő pénz”. Napjainkban kulcsfontosságúvá vált, hogy mindenki a lehető legjobban képes legyen beosztani az idejét, hogy minél több információhoz juthasson (hamarabb, mint a versenytársak), és minél több feladatot tudjon elvégezni.
Jim Clark törvénye a folyamatos gyorsulásról a technológiai fejlődést is újabb és újabb termékek bemutatására kényszeríti. A társadalom szereplői számára kihívás ehhez a gyorsan változó környezethez alkalmazkodni, amire azt a választ adják, hogy újabb és újabb hálózatokat alakítanak ki egymás között, hogy ily módon is elősegítsék az információ áramlását, és a tudás és tapasztalatok megosztását.
A mai információs korban tehát két ellentétes folyamat zajlik:
- a vasárnap elpéntekesedése: az idő/munkaidő minél jobb kihasználása
- a péntek elvasárnapiasodása: minél flexibilisebb időfelfogás (köszönhetően az új technikai eszközöknek).
A vasárnap elpéntekesedése
A protestáns etika munkaközpontúságában nem volt helye a játéknak munka közben, a kettő szigorúan elkülönült, alkalmazkodva a munkaidőhöz. Napjainkban a két tevékenység kezd összemosódni.
Mivel egyre kevesebb valós szabadidejük van az embereknek, „rákényszerülnek”, hogy az a kevést időt tartalmasan, minőségi szórakozással töltsék. Az így eltöltött időnek korlátai vannak, hiszen minimális a ráfordítható kapacitás.
Flexibilis idő
A technika fejlődésének köszönhetően az emberek már nem feltétlenül csak a munkahelyükön tudnak dolgozni, hanem otthonról is. Ez a hackerekre is igaz, akiknek korábban csak azért kellett tovább akár az irodában maradni, hogy számítógép közelben lehessenek (mert otthon még nem állt rendelkezésükre az eszköz).
Az idő egyre rugalmasabban történő kezelésé csak tovább növeli a munka eredményességét, hiszen az emberek még többet dolgoznak. A munkaadók is kezdik felismerni ezeket a folyamatokat, így egyre több munkahelyen biztosítanak lehetőséget a dolgozóknak kvázi szórakozásra, amikor egy meghatározott időt szabadon tölthetnek el.
A hackerek munkája flexibilis, életüket tehát nem a munkaidő kötöttsége határozza meg.
A péntek elvasárnapiasodása
A technológia új eszközei lehetővé teszik, hogy a szabadidőnket is munkával töltsük. Ennek eredményeképpen már a hétvégéket is gyakran munkával töltjük, akárcsak a hétköznapokat. Ezt az időnket mi magunk osztjuk be. Platon szabadság meghatározása alapján az az ember szabad, aki saját maga osztja be az idejét. Ezt a logikát követve a technológia fejlődése az emberek szabadságfokának fejlődését is eredményezi.
A kreativitás helye
Az információgazdaságban a termelés alapja a kreativitás. Az előbbiek alapján azt láthatjuk, hogy még ilyen folyamatosan gyorsuló körülmények között is lehetséges a munkából időt szakítani a szórakozásra, ahonnan kreativitás nyerhető.

#### A pénz etikája
A protestáns etika szerint a munka kötelesség, ezért az egyik legfontosabb érték, mely az általa megtermelt haszon alapján mérhető, vagyis egy eszköznek tekinthető a haszon eléréséhez. Ebben a szemléletben jelentős ellentmondás húzódik meg. Ha valaki a munkát valóban a legfontosabb értéknek, megkérdőjelezhetetlen kötelességnek tartja, akkor a bevételeinek maximalizálása nem lehet központi kérdés számára. Ha azonban a munka célja a haszon elérése, vagyis a pénz a legfőbb cél, akkor maga a munka nem jelenthet önmagában értéket. Ez a kérdés napjainkban vált igazán aktuálissá, mivel korábban magát a munkát egyértelműen értékesebbnek titulálták, mint a pénzt, mára azonban a pénz felé billen át a mérleg.
A hacker etika azonban tartja magát ahhoz a nézethez, hogy a munka önmagában érték, nem csupán a haszon eléréséhez szükséges eszköz. Ezzel szemben a hacker etika szerint maga a munka is érték, nem csupán a haszon eléréséhez szükséges eszköz. A protestáns etika által befolyásolt társadalmunkban a munka a közösségi elismerés forrása, ami a hackerek esetében sincs másként, bár a megvalósulás eltérő: előbbinél a pénzen keresztül valósul meg, míg utóbbinál a tevékenység természetén és a produktumokon keresztül. A hackerek világában lényeges, hogy a pénz önmagában nem válhat a legfőbb céllá, az élvezetnek legalább ugyanolyan fontos döntési kritériummá kell válnia a munkát illetően.